# Hügelgräber bei Böblingen

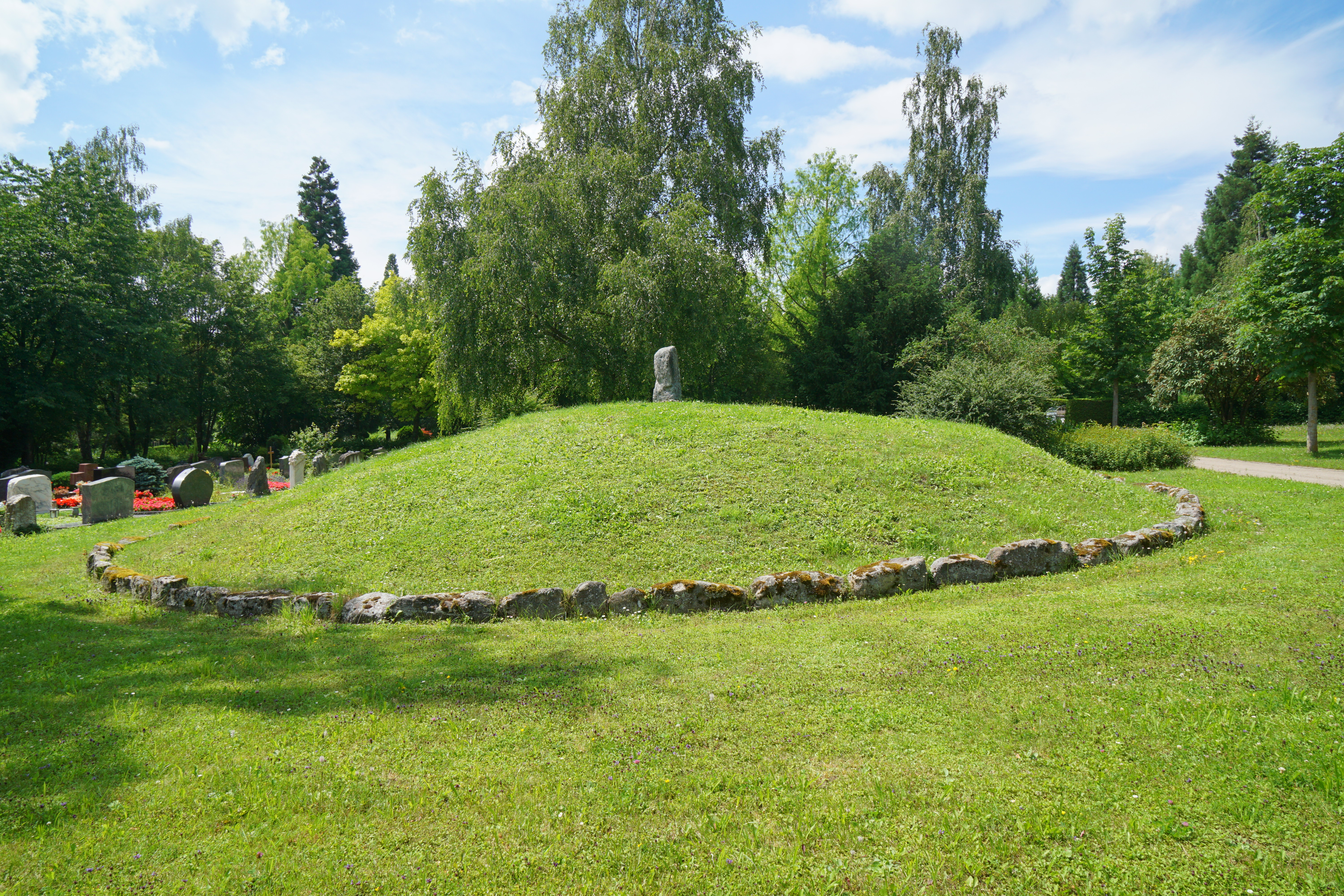
Restauration eines Hügelgrabs auf dem Waldfriedhof Böblingen

Über 50 Hügelgräber bei Böblingen sind bekannt. Die größte Ansammlung von Hügelgräbern liegt am Rande des Waldfriedhofs. Das Gräberfeld besteht aus vier Hügelgräbern aus der Mittelbronzezeit (um 1500 v. Chr.) und 24 Hügelgräbern aus der eisenzeitlichen frühkeltischen Hallstattkultur (ab etwa 600 v. Chr.). Sie wurden auf den Überresten einer bis 1000 Jahre älteren neolithischen Siedlung angelegt. Das Gräberfeld ist so umfangreich, dass von einer Nekropole gesprochen werden kann.

## Lage
Die Stadt Böblingen liegt in Baden-Württemberg, etwa 20 km südlich von Stuttgart. Unmittelbar östlich des in den 1960er Jahren im Süden Böblingens neu angelegten Waldfriedhofs, der etwa 2,5 km von der Böblinger Innenstadt entfernt liegt, befindet sich im Gewann „Brand“ eine vorchristliche Nekropole. Diese besteht aus einem Hügelgräberfeld mit 28 Grabhügeln, das auf der Ostseite einer sanft abfallenden Stubensandsteinkuppe liegt, deren höchster Punkt 512 m ü. NHN erreicht. Der Flurnamen „Brand“ könnte sich von einer mittelalterlichen Brandrodung ableiten, mit deren Hilfe Weideland gewonnen worden war. Intensiven Ackerbau gab es an dieser Stelle wahrscheinlich nie, da sonst die Grabhügel zerstört worden wären. Im Böblinger Lagerbuch von 1587 wurden im Gewann „Im Branndt“ Wiesen erwähnt, die bei einem gleichnamigen Waldstück lagen. Im Raum Böblingen befinden sich noch über 22 weitere, vereinzelt liegende keltische Hügelgräber.

## Grabungsgeschichte
Im Raum Böblingen waren um 1850 etwa 50 Hügelgräber bekannt. Das Hügelgräberfeld am Waldfriedhof ist mit 28 Grabhügeln das größte bekannte Gräberfeld der Gegend. Die Grabhügel liegen in einem etwa 330 m × 270 m großem Areal in dem sie unregelmäßig angeordnet sind, mit teils größeren Abständen zueinander. Die genaue Lage und Nummerierung der Grabhügel (Grabungsstatus Anfang 1970er Jahre) ist auf Seite 55 des Grabungsberichtes von Hartwig Zürn angegeben (Grabungsstatus um das Jahr 2003 siehe ).
Erste Ausgrabungen in diesem Gräberfeld fanden 1822 statt. Eduard Paulus ließ einen Grabhügel öffnen und fand neun Bronzeringe mit einem Durchmesser von etwa 4,3 cm, die wie gestapelt aufeinander lagen sowie Keramikreste. Bei einer weiteren Hügelöffnung im Jahre 1836 wurden im Hügel Brandreste gefunden, in denen ein kleines Keramikgefäß stand, das in Größe und Form einer kleinen Kaffeetasse ähnelt.
Als der Bau des Waldfriedhofs anstand, einigten sich das Landesdenkmalamt und die Stadt Böblingen neun gut erhaltene der insgesamt 28 Hügelgräber als antike Grabstätten zu bewahren und in den modernen Friedhof aufzunehmen. Die restlichen 17 Hügel waren entweder schon stark verflacht oder durch alte Grabungen beschädigt. Diese sollten in vier Grabungskampagnen durch das Landesdenkmalamt untersucht werden, bei denen jeweils mehrere Hügel ausgegraben wurden: 1966 drei Hügel, 1967 vier Hügel, 1969 vier Hügel und 1971 drei Hügel. Eine weitere Grabung erfolgte 1980 (wahrscheinlich die Hügel innerhalb des Waldfriedhofs, das heißt Hügel 4, 11,13 und 14).

## Befund Waldfriedhof
Da der Boden im Gewann „Brand“ kalkarm ist, haben sich keine Knochenreste der Verstorbenen erhalten, abgesehen von gelegentlichen sehr geringen Mengen. Es blieben ausschließlich die Baumaterialien Holz und Stein erhalten sowie Grabbeigaben aus Keramik, Glas oder Metall.

### Neolithische Siedlung
Die Hügelgräber wurden an einem Ort angelegt, der schon im Neolithikum besiedelt war. In den fünf Grabhügeln 2, 3, 11 16 und 27 wurden entsprechende Siedlungsspuren gefunden. Sogar Hüttenlehmbrocken und zwei Mahlsteine konnten geborgen werden. Bei der Ausgrabung eines der nördlichen Grabhügel (Hügel 2) von 12 m Durchmesser und 0,7 m Höhe wurde im Südosten des Hügels ein loser, bogenförmiger Steinsatz freigelegt, der aus kleineren und wenigen größeren Steinblöcken gebildet wurde. Eine Fortsetzung des Bogens wurde jedoch nicht gefunden. Der Bogen wurde als älterer, zerstörter Steinkranz interpretiert, der auch Holzkohleflecken aufwies. Im Bereich des gewachsenen Bodens konnten eine Hornsteinpfeilspitze und einige Tonscherben geborgen werden. Auch im Nordostquadrant des Hügels fanden sich Steinsätze ohne Zusammenhang. Der Fund stammt wahrscheinlich aus einer endneolithischen Siedlung, die sich hier ca. 2800–2200 v. Chr. befunden hatte.

### Bronzezeit
Die ältesten Grabhügel stammen aus der Mittelbronzezeit, wurden also etwa um 1.500 v. Chr. angelegt, wahrscheinlich zwischen 1600 v Chr. und 1200 v. Chr. Die vier Hügelgräber (Hügel 1, 6, 23 und 24) liegen im Norden des Gräberfeldes. Sie sind in Ost-West-Richtung angeordnet und bilden fast eine Linie von 330 m Länge. Möglicherweise lagen sie entlang eines alten Weges, der sich an der Schönbuchkante orientiert haben könnte.
Die Hügel hatten Durchmesser von 19 m, 20 m, 24 m und 11,5 m, wobei nur ein Hügel die Höhe von 1,7 m erreichte, während die anderen mit Höhen unter 0,5 m fast abgetragen waren. Die Hügel wurden in der späten Hallstattzeit mit Bestattungen nachbelegt. Bemerkenswert ist, dass in zwei Hügeln ein Totenhaus gefunden wurde, das sich im Zentrum der Grabhügel befand (Hügel 6 und 23). In Hügel 6 grenzte ein Kreisgraben, der von Norden aus zugänglich war, den Bereich der Totenfeierlichkeiten ab. Bevor die tote Frau mitsamt des Totenhauses verbrannt wurde, war sie darin aufgebahrt worden. Die Brandplatte wurde nach den Feierlichkeiten mit einem Steinsatz überdeckt. In Hügel 23 ist der Tote (mit Dolch) nicht verbrannt worden; er wurde mitsamt des Totenhauses mit einem Erdhügel überdeckt, dessen Fuß durch einen Steinkranz markiert war. Hier erfolgte der Zugang von Westen. Innerhalb des Bestattungsraumes wurden mehrere Holzkohleflecken nachgewiesen, die kleinen Feuern zugewiesen werden können, welche hier während der Bestattungsfeierlichkeiten abgebrannt wurden. Als Grabbeigaben wurden Keramikgefäße, bronzene Trachtbestandteile und ein Dolch gefunden sowie Ringe, Armreifen und Fußreifen.

### Hallstattzeit
Etwa eintausend Jahre später ab etwa 600 v. Chr. wurden in der eisenzeitlichen späten Hallstattkultur am Gräberfeld „Waldfriedhof“ wieder Bestattungen durchgeführt. An den archäologisch untersuchten Grabhügeln lassen sich mindestens 75 Gräber aus dieser Zeit nachweisen. Die frühen Kelten nutzten anfangs die vorhandenen bronzezeitlichen Hügel für Nachbestattungen, errichteten aber mindestens 24 neue Grabhügel. Deren Durchmesser übertrafen mit bis zu 26 m diejenigen der  bronzezeitlichen Grabhügel, wobei die ursprüngliche Höhe mehrere Meter betragen haben muss. Nur in einem Fall ließ sich ein hallstattzeitliches Brandgrab nachweisen, die anderen Personen wurden in Körpergräbern bestattet.
In der späten Hallstattzeit änderte sich der Aufbau des Zentralgrabes mit der Zeit. Ab Mitte des 7. Jahrhunderts v. Chr. erfolgte im Allgemeinen die Grablegung der Zentralbestattung auf der gewachsenen Oberfläche. Über dieser war der Grabhügel errichtet worden, welcher mit Steinen überdeckt wurde. Im Laufe des 6. und 5. Jahrhunderts wurden Zentralgräber erst eingetieft und die so gebildeten „Schachtgräber“ anschließend mit mehreren massiven Steinlagen geschützt. Darüber wurde schließlich der Erdhügel aufgeschüttet. Diese Änderung der Bestattung könnte eine Reaktion auf Grabräuber gewesen sein. Diese Veränderung der Grablegung ist in Gräberfeld nachvollziehbar. Während die Grablegung der nördlichen Gräber auf der gewachsenen Oberfläche erfolgte, zeigen die weiter südlich gelegene Zentralbestattungen der Hügel 11, 13 und 27 Schachtgräber. Damit zeichnet sich in dem Hügelfeld eine Belegungschronolgie ab, die einerseits von Norden nach Süden erfolgte und die andererseits die gesamte späte Hallstattzeit durchläuft. Diese Chronologie wurde auch durch typische Leitfunde bestätigt. Zu nennen sind beispielsweise typische Hallstatt D1 Grabbeigaben (vor 620 v. Chr.) wie Tonnenarmband und Bandohrring in Hügel 5 oder typische D3 Grabbeigaben (nach 450 v. Chr.) wie eine Fibel mit Fußzier und ein dünner Halsreif von der Größe eines Leibrings in Hügel 27.
Neben dem zentralen Hauptgrab, wurden in den Grabhügeln weitere Nachbestattungen in Nebengräbern eingebracht. Hierzu wurden einzelne Grabhügel vergrößert und erhöht. In Hügel 13, der einen Durchmesser von 22 m hatte, konnten neben dem Zentralgrab 12 Nebengräber untersucht werden. Eventuell handelte es sich hierbei um ein Familiengrab oder ein Grab einer kleinen Siedlungseinheit. Auf dem Grabhügel stand vermutlich eine rechteckige Steinsäule von 1,1 m Höhe und 0,4 m Breite. Solche einfachen Grabsäulen (Menhir) sind im württembergischen Raum kaum bekannt. Die Nachbestattungen waren im Falle von Hügel 13 im Kreis um die Hügelmittelache mit seinem zentralen Grab angeordnet, wobei die Körper normal zum Hügelradius lagen. Der Ring der Nachbestattungen war nach Norden verlagert, was Zürn damit erklärt, dass der Hügelgipfel und damit die Hügelmitte bei der Aufschüttung nach Norden verschoben worden sein könnte. Die Gräber der Nachbestattungen orientierten sich dann nach der Mitte des aufgeschütteten Hügels.
Inwieweit es sich bei den Verstorbenen um Frauen oder Männer handelte, ließ sich aus geborgenen Grabbeigaben feststellen. Frauengrabtypische Grabbeigaben waren zum Beispiel Bronzeschmuck wie Ohrringe oder paarig getragene Gewandspangen sowie figürlich verzierte Arm-, Hals- und Fußringe und Gürtelbleche. Es wurden aber auch Armketten aus Gagatperlen oder Halsketten aus hunderten kleiner Glasperlen gefunden. Auch ein Paar goldene Ohrringe konnte geborgen werden. Männertypische Grabbeigaben waren zum Beispiel Dolchmesser oder Pfeilspitzen. Wahrscheinlich waren jedoch die vielen beigabelosen Gräber, die fast die Hälfte der Gräber ausmachten, Männergräber.